# Plateau de Saclay
Pour les articles homonymes, voir Paris-Saclay (homonymie) et Moulon.
Le plateau de Saclay est un plateau situé dans le nord de l'Essonne et dans le sud-est des Yvelines, à une vingtaine de kilomètres au sud de Paris.
Il est délimité par la vallée de l'Yvette (vallée de Chevreuse) au sud et à l'est, et par la vallée de la Bièvre au nord.
Il constitue le cœur du territoire de Paris-Saclay, un projet de pôle technologique et scientifique lancé en 2010.

## Géographie
Le plateau est situé à une altitude de 150 à 160 m entre la vallée de la Bièvre (de sa source, à Guyancourt jusqu'à Igny, au nord), et les vallées de la Mérantaise et de l'Yvette (de son confluent avec celle-ci jusqu'à Palaiseau au sud) ; il s'étend au nord-ouest sur la ville nouvelle de Saint-Quentin-en-Yvelines, jusqu'à l'étang de Saint-Quentin.
Il correspond en totalité ou en partie aux communes suivantes : 
- dans le département de l'Essonne : Bièvres (quartier du Petit-Bièvres), Bures-sur-Yvette, Gif-sur-Yvette et Orsay (quartier du Moulon), Igny, Massy (quartiers du Pileu, Villaine et Vilmorin), Palaiseau, Saclay, Saint-Aubin, Vauhallan, Villiers-le-Bâcle.
- dans le département des Yvelines : Toussus-le-Noble, Châteaufort, Jouy-en-Josas, Les Loges-en-Josas, Buc, Guyancourt, Voisins-le-Bretonneux et Montigny-le-Bretonneux.
Il est parcouru par des rigoles qui drainent l'eau. Ces ouvrages, ainsi que l'étang de Saclay, situé près de la commune de Saclay, étaient destinés à l'alimentation en eau du château de Versailles (et en particulier de ses fontaines).

### Les étangs et les rigoles
Lorsque, à partir de 1670, Louis XIV fit construire son château à Versailles, il demanda à Le Nôtre de créer un parc somptueux égayé par une myriade de fontaines, de jets d'eau, de cascades et de bassins. Pour amener l'eau nécessaire à Versailles, Jean-Baptiste Colbert mit en œuvre deux grands projets :
- la machine de Marly qui était censée remonter les eaux de la Seine sur la plaine de Louveciennes.
- la collecte des eaux de ruissellement et de drainage de la plaine de Trappes et du plateau de Saclay via des rigoles alimentant respectivement les étangs supérieurs de Trappes et d'Arcy et les étangs inférieurs de Saclay.

C'est un réseau hydraulique unique au monde avec un chapelet d'étangs, 200 km de rigoles étalées sur 13 000 hectares qui fut ainsi créé pour alimenter par simple gravité les fontaines du château de Versailles. Sur le plateau de Saclay, six rigoles, dont la rigole de Saint-Aubin, la rigole de Châteaufort et la rigole de Corbeville aval via le CEA, alimentent l'étang Vieux (37 ha) ; l'étang Neuf (33 ha) est alimenté par la rigole Domaniale ainsi que par une partie de la rigole de Favreuse de Saclay d'une capacité d'environ 1,6 million de m³. Une succession de deux aqueducs enterrés (l'aqueduc de Villedombe, puis l'aqueduc du Plessis) qui constituaient la "ligne des puits", conduisait alors les eaux depuis l'étang Vieux jusqu'à l'étang d'Orsigny, puis l'étang du Trou Salé. De l'étang du Trou Salé, actuellement disparu sous les pistes de l'aérodrome de Paris-Saclay-Versailles, l'aqueduc enterré de Saclay puis l'aqueduc des Arcades de Buc permettaient à l'eau de franchir la vallée de la Bièvre pour aller retrouver le réservoir des étangs de Gobert (du nom de l'architecte Thomas Gobert qui fit réaliser les travaux) puis les fontaines de Versailles. À partir des années 1950, ce réseau exceptionnel s'est partiellement dégradé faute d'entretien et du fait de divers aménagements. Son réaménagement par le Syndicat Intercommunal de l'Yvette et de la Bièvre (SYB) est en cours de réalisation en 2019.

### Zone de protection naturelle, agricole et forestière
La loi du 3 juin 2010 relative au Grand Paris crée une zone de protection naturelle, agricole et forestière du plateau de Saclay (ZPNAF) dont la surface doit atteindre au moins 2 300 hectares. Elle sanctuarise les espaces naturels et agricoles qui y sont intégrés, interdisant toute construction présente ou future.
Selon le texte de loi, l’Établissement public Paris-Saclay (EPPS) était chargé de la délimitation de cette zone. La zone de protection a été délimitée par le décret no 2013-1298 du 27 décembre 2013 : elle comprend 2 469 hectares consacrés exclusivement aux activités agricoles et 1 646 hectares composés de forêts, cours d’eau, espaces naturels et rigoles. Avec les acteurs économiques du monde agricole, l’Établissement public Paris-Saclay a élaboré un programme précisant les utilisations qui seront faites de l'espace, dans le but de favoriser l’exploitation agricole, la gestion forestière, la préservation et la valorisation des espaces naturels et des paysages. L’EPPS a réalisé par exemple des travaux d’ingénierie écologique pour la sauvegarde d'espèces protégées, comme la création de trois mares dans lesquelles seront ensuite réimplantées des populations d'amphibiens (triton crêté) ou des espèces végétales (étoile d'eau).

## Économie / urbanisme

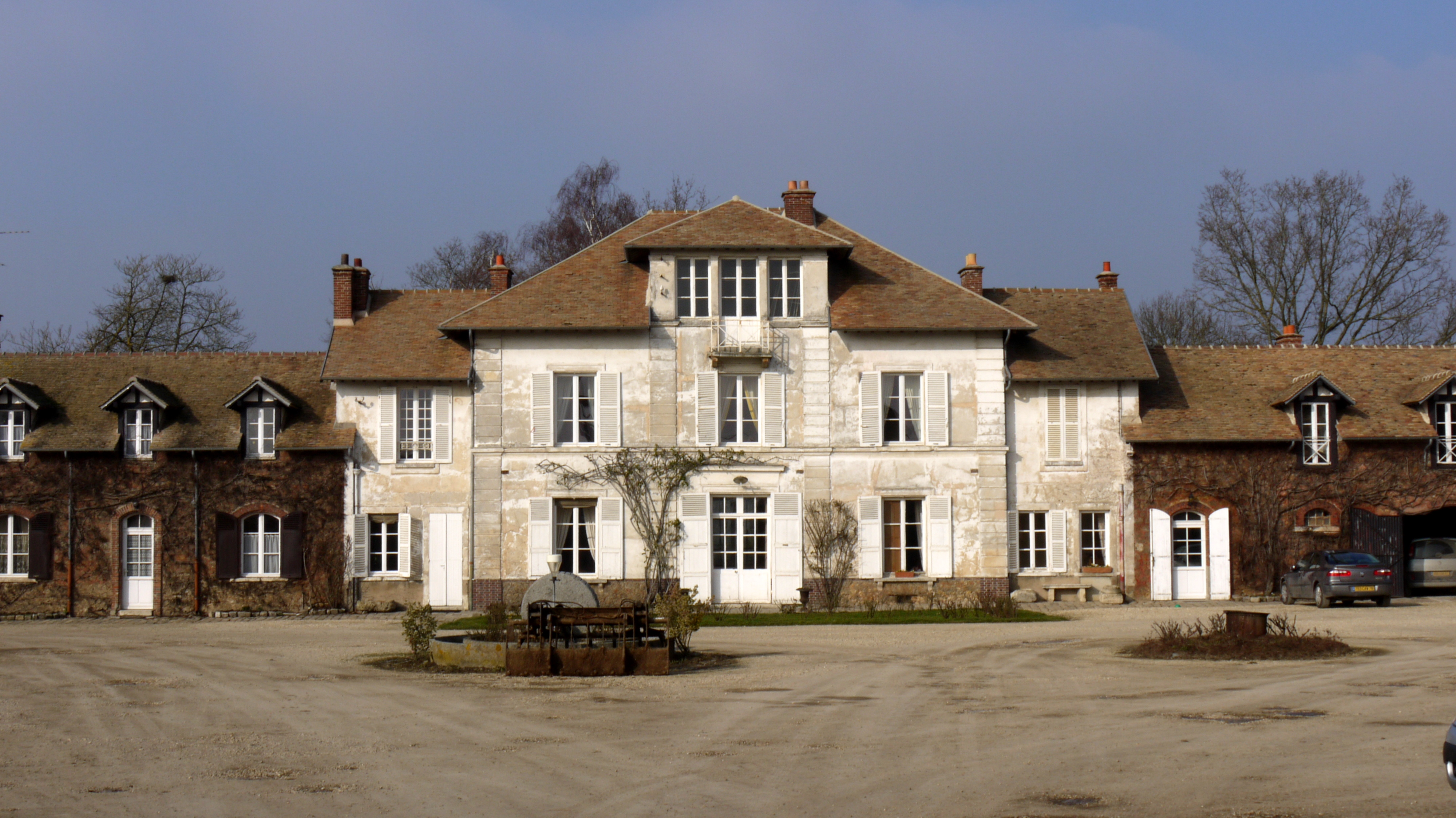
La ferme du Grand Viltain résulte de la concentration des activités agricoles au XIX.

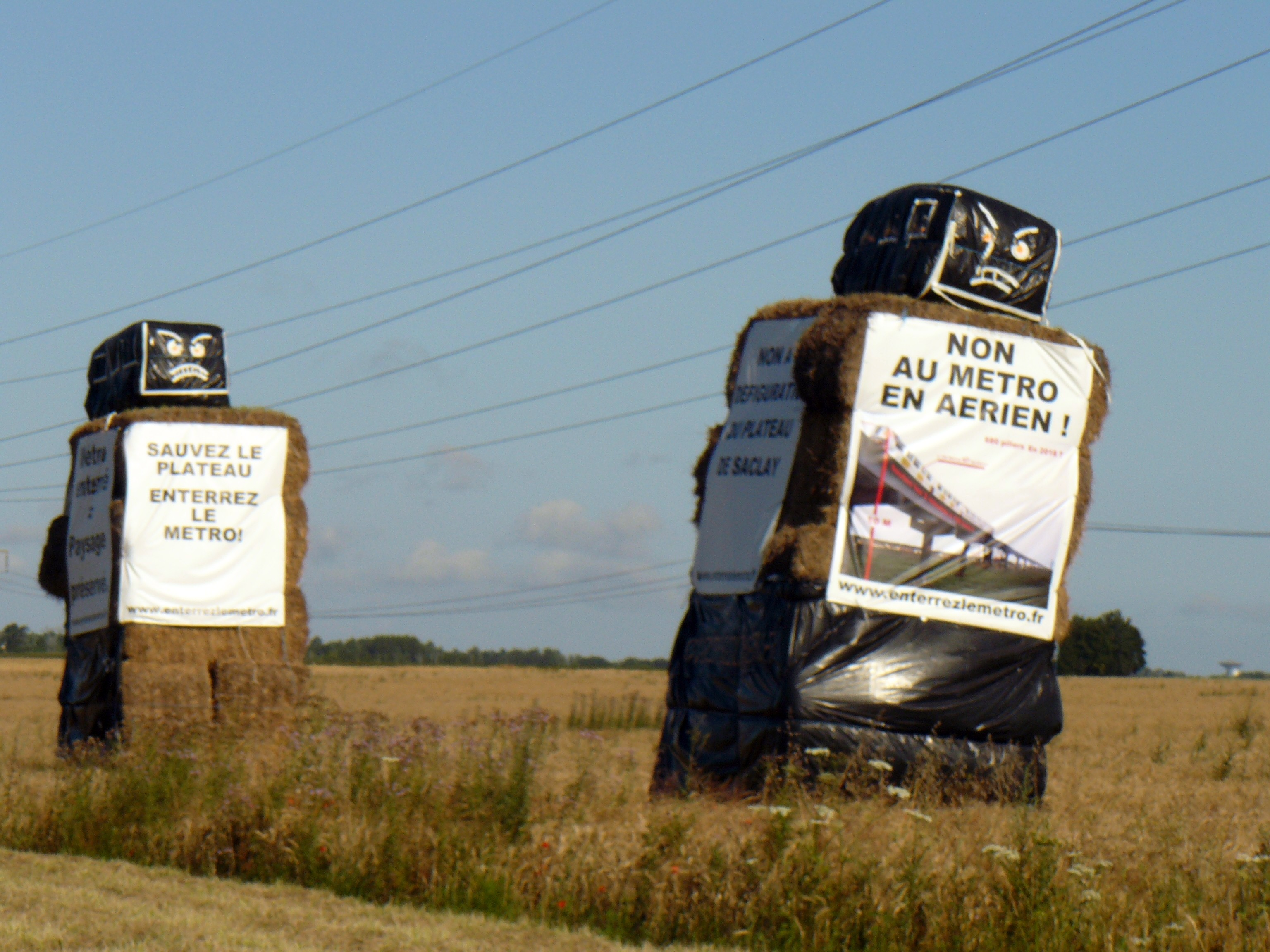
Opposition au projet de métro aérien (Saclay, juillet 2012).

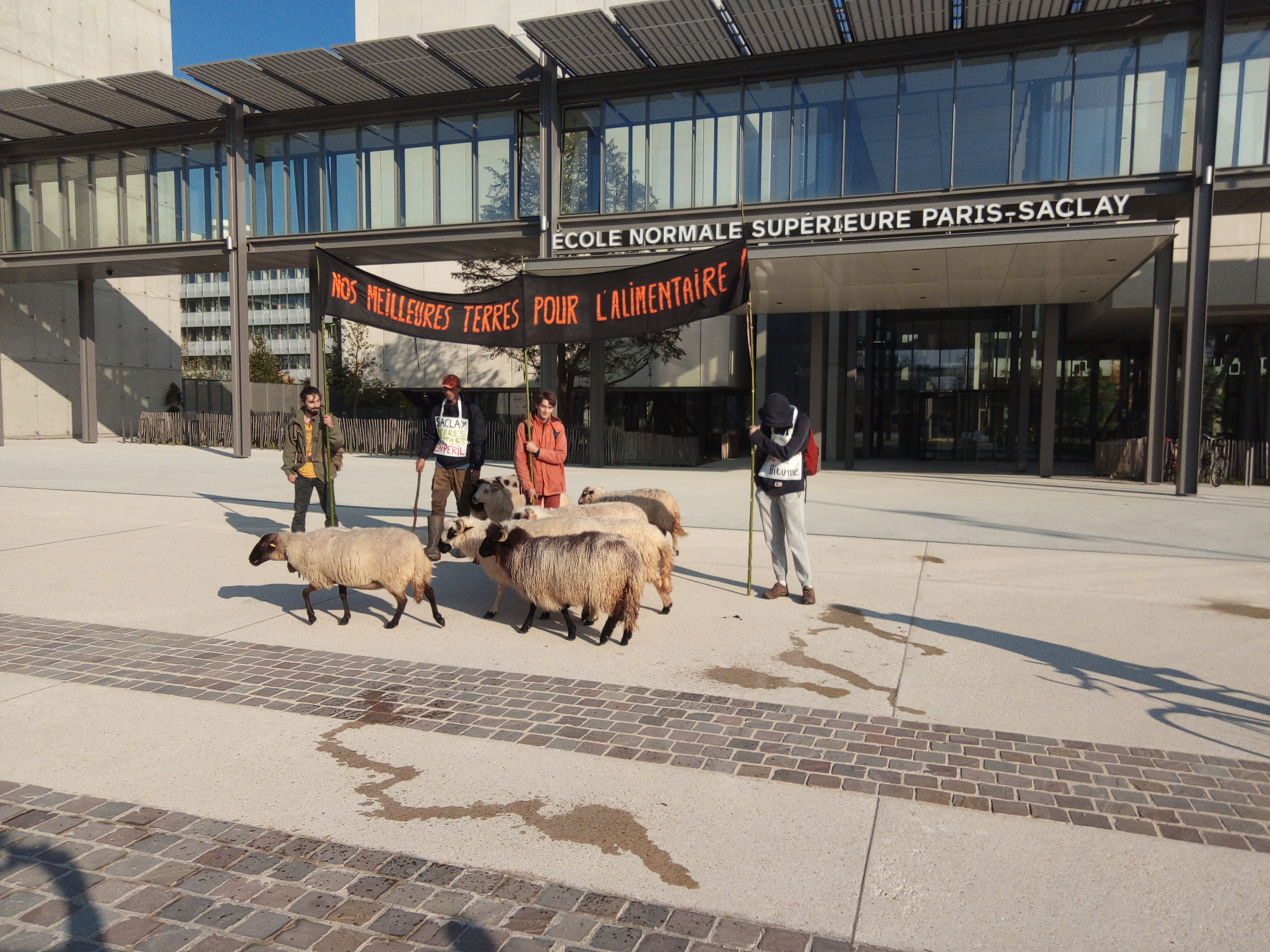
Manifestation paysanne contre l'artificialisation du plateau de Saclay, en octobre 2021, devant l'École normale supérieure Paris-Saclay.

Le plateau de Saclay a une longue tradition agricole. Ses terres grâce à l'irrigation naturelle sont parmi les plus fertiles d'Île-de-France. Et pourtant il est devenu un important pôle d'enseignement, de recherche scientifique et de recherche et développement après la Seconde Guerre mondiale, et surtout à partir des années 1960. Gérald Hanning a été l'urbaniste conseil de 1974-1976 pour l'aménagement d'un ensemble scientifique et industriel paysagé aujourd'hui considéré comme l'un des plus performants du monde (comparable à Silicon Valley) [réf. nécessaire].
De nombreuses écoles et centres de recherche sont implantés sur le plateau, et il est prévu que ce campus devienne l’un des plus importants d’Europe dans les prochaines années. Ce progressif grignotage des terres fertiles inquiète les riverains et les cultivateurs du plateau.
Les municipalités du plateau font partie des communautés d'agglomération :
- la communauté d'agglomération Paris-Saclay : Villiers-le-Bâcle, Saclay, Vauhallan, Igny, Saint-Aubin, Orsay, Palaiseau, Bures-sur-Yvette, Gif-sur-Yvette, Gometz-le-Châtel…
- la communauté d'agglomération Versailles Grand Parc : Versailles, Buc, Bois-d'Arcy, Jouy-en-Josas, Les Loges-en-Josas, Toussus-le-Noble, Bièvres…
- La communauté d'agglomération de Saint-Quentin-en-Yvelines :
  - Élancourt,
  - Trappes,
  - Montigny-le-Bretonneux,
  - Guyancourt,
  - Voisins-le-Bretonneux,
  - Magny-les-Hameaux,
  - La Verrière,
  - Coignières,
  - Maurepas,
  - Plaisir,
  - Les Clayes-sous-Bois
  - Villepreux.

Il est traversé du nord au sud par la route nationale 118, l'axe Boulogne-Billancourt — Les Ulis. Il n'est pas directement desservi par le RER, mais les lignes de RER B et la ligne V du transilien qui desservent respectivement la vallée de Chevreuse et la vallée de la Bièvre, qui entourent le plateau. Les bus Île-de-France Ouest et Savac permettent de rejoindre les gares situées dans les vallées.
Dans le cadre du projet « Grand Paris », le schéma définitif adopté le 26 mai 2011 par la Société du Grand Paris pour le réseau de transport Grand Paris Express prévoit une ligne de métro automatique numérotée 18 qui reliera Versailles (gare de Versailles-Chantiers) à l'aéroport d'Orly via le plateau de Saclay. Le projet de métro aérien suscite toutefois une certaine hostilité.

## Le plateau du Moulon
Le plateau du Moulon est la partie sud-ouest du plateau de Saclay, située sur les communes de Gif-sur-Yvette et Orsay. Communément appelé quartier du Moulon ou Le Moulon, c'est un autre lieu de recherche et d’enseignement supérieur (voir Campus d'Orsay).

## Histoire
Dès le début des années 1970, les travaux menés sur le plateau par les archéologues de l'Inrap, du CNRS et des associations locales montrent la présence d'une occupation quasi continuelle depuis le premier âge du fer.
Une villa gallo-romaine se situe dans le secteur de Moulon, face à Polytech Paris-Saclay (Maison de l'Ingénieur, place Hubert-Coudane, ancienne portion de la rue Louis-de-Broglie). Les vestiges de cette villa gallo-romaine (début du IIe à la fin du IIIe siècle ap. J.-C.) furent mis au jour par une équipe de l'association des archéologues du CEA Saclay (AAC-CEA Archéologie). La partie correspondant à l'habitation du propriétaire de la villa (pars urbana) est encore visible. La partie agricole du domaine (pars rustica) est très partiellement préservée. Elle a subi de gros dommages à la suite de l'implantation des bâtiments construits depuis 2017. Cette partie n'a pas été fouillée mais fut diagnostiquée partiellement (résultats positifs) par une équipe de l'INRAP en 2013.
En 2005, un village gaulois a été découvert sur la plaine de Moulon (au nord de l'IUT d'Orsay). Il était vraisemblablement composé d'une centaine de membres : artisans, agriculteurs ou éleveurs.
La ferme d'Orsigny (résultant de la réunion de deux fermes jumelles, et toujours en activité) occupe le site d'une ancienne villa gallo-romaine (Orsiniacum), qui a elle-même succédé à une implantation celte. Le site est réoccupé par les Mérovingiens après sa destruction par le feu. Du XIe siècle au XIIIe siècle, Orsigny est refondé par les moines de Saint-Germain-des-Prés. Il devient au XVIe siècle un hameau autour d'une ferme appartenant à la famille Mérault, qui parvient à fonder un domaine de 256 hectares, plus tard divisé. En 1644, le hameau s'étant dépeuplé, une héritière des Mérault fait don du domaine à la congrégation des Lazaristes de Saint Vincent de Paul. Le domaine atteindra 345 hectares en 1670. En 1789, les biens ecclésiastiques sont nationalisés, puis revendus à des Parisiens.